# Sminthurides malmgreni
Sminthurides malmgreni är en urinsektsart som först beskrevs av Tycho Fredrik Hugo Tullberg 1877.  Sminthurides malmgreni ingår i släktet Sminthurides och familjen Sminthurididae. Arten är reproducerande i Sverige.

## Underarter
Arten delas in i följande underarter:
- S. m. malmgreni
- S. m. palustris